# Dorado (singolo)
Dorado è un singolo del cantautore italiano Mahmood, pubblicato il 10 luglio 2020 come secondo estratto dal secondo album in studio Ghettolimpo.

## Descrizione
Il singolo ha visto la partecipazione vocale del rapper italiano Sfera Ebbasta e del cantante colombiano Feid. Si tratta di un brano pop influenzato da sonorità che spaziano tra reggaeton, pop latino, contemporary R&B, trap e la musica araba.
La copertina è dedicata a Bugs Bunny in occasione dei suoi 80 anni. Il coniglio è rappresentato ricoperto di gioielli e preziosi monili in oro.

## Video musicale
Il video, pubblicato il 16 luglio 2020, è stato diretto da Attilio Cusani e girato presso il museo egizio di Torino.

## Tracce
Testi di Alessandro Mahmoud, Davide Petrella, Gionata Boschetti, Sen Senra e Feid, musiche di Dario Faini.
1. Dorado (feat. Sfera Ebbasta & Feid) – 2:58

## Formazione
- Mahmood – voce
- Sfera Ebbasta – voce
- Feid – voce
- DRD – produzione
- Francesco "Katoo" Catitti – registrazione
- Massimo Cortellini – montaggio parti vocali
- Pino "Pinaxa" Pischetola – missaggio, mastering

## Successo commerciale
In Italia il brano è stato il 69º più trasmesso dalle radio nel 2020.

## Classifiche

### Classifiche settimanali
| Classifica (2020) | Posizione massima |
| ----------------- | ----------------- |
| Italia            | 10                |

### Classifiche di fine anno
| Classifica (2020) | Posizione |
| ----------------- | --------- |
| Italia            | 35        |